# Kostrzyca (Bolesławowo)
Kostrzyca – część kolonii Bolesławowo w Polsce, położona w województwie pomorskim, w powiecie człuchowskim, w gminie Debrzno.
W latach 1975–1998 Kostrzyca administracyjnie należała do województwa słupskiego.